# Hugo Wicksell
Hugo Wicksell – szwedzki biegacz narciarski, uczestnik mistrzostw świata.
Nigdy nie uczestniczył w zimowych igrzyskach olimpijskich.

## Mistrzostwa świata
| Miejsce | Dzień     | Rok  | Miejscowość | Konkurencja             | Czas biegu | Strata | Zwycięzca            |
| ------- | --------- | ---- | ----------- | ----------------------- | ---------- | ------ | -------------------- |
| 5.      | 13 lutego | 1931 | Oberhof     | 18 km stylem klasycznym | 1:25.34    | +1.51  | Johan Grøttumsbråten |
| 6.      | 15 lutego | 1931 | Oberhof     | 50 km stylem klasycznym | 4:02.19    | +10.19 | Ole Stenen           |